# Royal Mail
Royal Mail es la empresa de servicio postal del Reino Unido que presta servicios a nivel nacional e internacional. Fundada en 1516 por Enrique VIII como la Oficina General postal del país, es una de las compañías de correos y telégrafos más antiguas del mundo. Está controlada por el Gobierno británico a través del Secretario de Estado para los Negocios, Innovación y Habilidades.
La empresa es la responsable del correo postal y mensajería dentro del Reino Unido, para lo que cuenta con cerca de 15.000 oficinas repartidas en todo el país. Entre sus subsidiarias se encuentran Royal Mail para el correo ordinario, Parcelforce Worldwide para mensajería y General Logistics Systems para operaciones logísticas internacionales. Desde 2017 utilizan furgonetas de reparto eléctrico.